# Servoz
Servoz (pronuncia: Servo) è un comune francese di 964 abitanti situato nel dipartimento dell'Alta Savoia della regione dell'Alvernia-Rodano-Alpi.
Si trova lungo il corso del fiume Arve.

## Società

### Evoluzione demografica
Abitanti censiti

## Luoghi
Chiesa di Saint-Loup.